# Heaven (スターダストレビューのアルバム)
『Heaven』（ヘヴン）はスターダストレビュー17枚目のオリジナル・アルバム。2003年4月23日に発売された。

## 解説
『Style』から1年3か月ぶりのオリジナル・アルバム。

## 収録曲
特記以外全曲　作詞・作曲：根本要　編曲：石川鉄男
1. Step by step
2. Heaven
3. ルイジアナムーンが輝けば
4. 鏡の中の男
5. Love, peace&love
作詞：スターダストレビュー
6. Piece of my heart
7. 電光石火で引き分け主義
作詞：スターダストレビュー　作曲：柿沼清史
8. My pride,your pride
9. Wanderlust
作詞：山田ひろし　作曲：柿沼清史　編曲：久保田光太郎
10. Joanna
11. Gently weeps